# Christelle Mol
Christelle Mol (* 3. Januar 1972 in Saint-Denis) ist eine französische Badmintonspielerin. 

## Karriere
Christelle Mol nahm 1992 sowohl im Damendoppel als auch im Dameneinzel an Olympia teil. Sie verlor dabei in beiden Disziplinen ihr Auftaktmatch und wurde somit 17. im Doppel und 33. im Einzel. Bereits 1988 siegte sie noch als Juniorin startend dreimal bei den Portugal International. In Frankreich gewann sie acht nationale Titel.

## Sportliche Erfolge
| Saison    | Veranstaltung                                 | Disziplin   | Platz | Name                               |
| --------- | --------------------------------------------- | ----------- | ----- | ---------------------------------- |
| 1985/1986 | Französische Nachwuchsmeisterschaft (Minimes) | Dameneinzel | 1     | Christelle Mol                     |
| 1986/1987 | Französische Nachwuchsmeisterschaft (Cadets)  | Dameneinzel | 1     | Christelle Mol                     |
| 1987/1988 | Französische Nachwuchsmeisterschaft (Cadets)  | Damendoppel | 1     | Christelle Mol / Nadège Bonnet     |
| 1987/1988 | Französische Nachwuchsmeisterschaft (Cadets)  | Dameneinzel | 1     | Christelle Mol                     |
| 1987/1988 | Französische Nachwuchsmeisterschaft (Cadets)  | Mixed       | 1     | Fabien Lechalupe / Christelle Mol  |
| 1988      | Portugal International                        | Dameneinzel | 1     | Christelle Mol                     |
| 1988      | Portugal International                        | Damendoppel | 1     | Cecilia Brun / Christelle Mol      |
| 1988      | Portugal International                        | Mixed       | 1     | Jose Nascimento / Christelle Mol   |
| 1988      | Spanish International                         | Damendoppel | 1     | Virginie Delvingt / Christelle Mol |
| 1988/1989 | Französische Juniorenmeisterschaft            | Damendoppel | 1     | Virginie Delvingt / Christelle Mol |
| 1988/1989 | Französische Juniorenmeisterschaft            | Dameneinzel | 1     | Christelle Mol                     |
| 1988/1989 | Französische Meisterschaft                    | Damendoppel | 1     | Virginie Delvingt / Christelle Mol |
| 1989/1990 | Französische Juniorenmeisterschaft            | Damendoppel | 1     | Christelle Mol / Nadège Bonnet     |
| 1989/1990 | Französische Juniorenmeisterschaft            | Mixed       | 1     | Manuel Dubrulle / Christelle Mol   |
| 1989/1990 | Französische Meisterschaft                    | Dameneinzel | 1     | Christelle Mol                     |
| 1989/1990 | Französische Meisterschaft                    | Damendoppel | 1     | Sandra Dimbour / Christelle Mol    |
| 1990      | Israel International                          | Damendoppel | 1     | Christelle Mol / Virginie Delvingt |
| 1990      | Israel International                          | Dameneinzel | 1     | Christelle Mol                     |
| 1990/1991 | Französische Meisterschaft                    | Dameneinzel | 1     | Christelle Mol                     |
| 1990/1991 | Französische Meisterschaft                    | Damendoppel | 1     | Christelle Mol / Virginie Delvingt |
| 1992      | Olympia                                       | Damendoppel | 17    | Christelle Mol / Virginie Delvingt |
| 1992      | Olympia                                       | Dameneinzel | 33    | Christelle Mol                     |
| 1993/1994 | Französische Meisterschaft                    | Damendoppel | 1     | Sandra Dimbour / Christelle Mol    |
| 1994/1995 | Französische Meisterschaft                    | Damendoppel | 1     | Christelle Mol / Tatiana Vattier   |
| 1995/1996 | Französische Meisterschaft                    | Mixed       | 1     | Stéphane Renault / Christelle Mol  |